# De laagte
De laagte is een detectiveverhaal geschreven door Agatha Christie. Het werk werd voor het eerst gepubliceerd in de Verenigde Staten in 1946 onder de titel The Hollow en werd uitgegeven door Dodd, Mead and Company. Datzelfde jaar bracht de Collins Crime Club het werk ook uit in het Verenigd Koninkrijk. In 1948 werd het werk vertaald naar het Nederlands en wordt sindsdien voor die markt uitgegeven door Luitingh-Sijthoff.

## Verhaal
De excentrieke Lucy Angkatell nodigt de familie Christow en enkele andere familieleden en vrienden uit om het weekend in haar riante cottage door te brengen. John Christow is een bekende dokter en onderzoeker, getrouwd met Gerda. John heeft een geheime relatie met de getalenteerde sculpturiste Henrietta Savernake. Op zaterdagavond belt Veronica Cray aan. Ze woont in een nabijgelegen cottage en komt een doosje lucifers lenen. Veronica is een oude vlam van John. Veronica blijft langer dan verwacht en John brengt haar 's nachts naar huis. Omstreeks 3 uur is hij terug.
Hercule Poirot is op zondag uitgenodigd bij de lunch. Bij zijn aankomst werd John net neergeschoten. Gerda heeft een revolver in haar handen en rondom haar staan Lucy, Henrietta en neef Edward. Een bebloede John kraamt nog "Henrietta" uit en sterft daarop. Vervolgens neemt Henrietta de revolver uit Gerda's hand en werpt deze in het zwembad waardoor mogelijke vingerafdrukken of andere sporen verloren zijn. Na onderzoek blijkt dat dat geweer niet het moordwapen is. Verder heeft ook niemand gezien dat Gerda effectief schoot. Lucy zou een verdachte kunnen zijn, maar het kaliber van het moordwapen komt niet overeen met dat van het wapen dat in het zwembad werd geworpen. Ook Henrietta lijkt niet echt verdacht aangezien zij tot aan het schot in een paviljoen zat. Het uiteindelijke moordwapen wordt in de haag aan Poirot's cottage gevonden. Dit wapen bevat vingerafdrukken, maar niet van de verdachten.
Gerda blijkt wel degelijk de moord te hebben gepleegd, maar Henrietta en Edward zitten ook in het complot en zelfs John. Gerda had twee revolvers. De revolver die ze niet gebruikte, belandde in het zwembad. John riep de naam van Henrietta om Gerda te beschermen. Henrietta had de intentie van John door en gooide het pistool in het zwembad. Het echte moordwapen verborg ze tijdelijk in een sculptuur. Vervolgens liet ze dit reinigen door een blinde man en gooide het wapen in de heg bij Poirot.
Edward had ooit een relatie met Henrietta, maar zij weigerde enkele keren zijn huwelijksaanzoek. Nu heeft hij een relatie met Midge Hardcastle. Midge is er zeker van dat Edward nog steeds van Henrietta houdt. Wanneer Edward dan nu ook Midge ten huwelijk vraagt, weigert zij omwille van die reden. Hierop tracht Edward zich te vergassen in de oven, maar hij wordt door Midge tijdig gered. Daardoor gaat zij toch op zijn aanzoek in.
Henrietta beseft plots dat de foedraal van het moordwapen zich nog steeds bij Gerda bevindt. Daarop gaat zij naar haar kamer om dat bewijsmateriaal te vernietigen. Op dat ogenblik arriveert Poirot. Hij is er zeker van dat Gerda Henrietta wil vermoorden en verwisselt daarom de kopjes thee. Zijn vermoeden is correct: Gerda sterft na het drinken uit het kopje dat eigenlijk voor Henrietta was bedoeld.

## Adaptaties
- In 1951 herschreef Christie het boek voor theater, maar schrapte het personage Poirot.
- In 2004 werd het boek verfilmd voor een aflevering van Agatha Christie's Poirot met David Suchet in de rol van Poirot. Voor deze versie werden enkele nevenpersonages en verhaallijnen geschrapt. Gerda sterft niet door het drinken van giftige thee, maar wel door zichzelf bewust in te spuiten met kaliumcyanide.

## Trivia
- Christie gaf meermaals toe dat ze niet echt grote fan was van Poirot. Specifiek voor dit boek bekende ze dat de intrede van Poirot een van haar grootste vergissingen was.[4]